# Почётный командир
Почётный командир или шеф формирования — почётное звание в России имперского и советского периодов и в некоторых других государствах, которого удостаиваются лица, имеющие особые заслуги перед вооружёнными силами и государством.
В отличие от традиции навечного зачисления в списки личного состава, звание почётного командира обычно присваивается при жизни отличившегося.
Существовали шефы (фр. chef — начальник, глава, вождь) казачьих войск (почётный войсковой атаман), полков, отдельных батальонов, отдельных дивизионов.
По-английски — colonel-in-chief (шеф-полковник).
По-немецки — Regimentschef (полковой шеф).

## Порядок чествования
В России имперского периода в наименовании полка присутствовало имя почётного командира, то есть шефа полка, например — гусарский полковника Чаплыгина полк.
Для военнослужащих ВС СССР, зачисленных почётными командирами в списки личного состава формирования, в спальном помещении на видном месте устанавливается кровать, которая постоянно содержится в образцовом состоянии. Над кроватью вывешиваются портрет зачисленного почётным командиром и описание его подвигов (заслуг).

## История

### Российская империя
С 1796 года в Русской гвардии утверждается система почётных командиров, то есть система шефов полков, в генеральском чине, для общего надзора за внутренним управлением полка и за его хозяйством, которые ведали хозяйственной частью, а также имели надзор за сформированием полка. Хотя она существовала и ранее, так летом 1706 года царь Пётр принял на себя почётную должность полковника Лейб-гвардии Преображенского полка, а его фаворит князь А. Д. Меншиков получил чин полуполковника (подполковник) того же пехотного полка. Реально командовал полком в повседневной деятельности второй полуполковник.
Позже почётный титул или звание почётного командира — шефа — стало лишь почётным титулом, присваиваемым членам Императорского дома, иностранным монархам и принцам, а также заслуженным генералам армии России, имя которых присваивается «их» полку.
Почётными командирами — шефами ряда гвардейских полков назначались император, императрица и великие князья. Так, к лету 1914 года Российский император Николай II числился почётным командиром — шефом следующих полков: Преображенского, Семёновского, Егерского, Павловского, 1-го и 4-го стрелкового, Кирасирского Его Величества, конногвардейского, лейб-гвардии Казачьего и лейб-гвардии Гусарского, императрица была почётным командиром — шефом полков кавалергардов, Кирасирского Её Величества, Крымского конного и лейб-гвардии Уланского. Цесаревич Алексей считался атаманом всех казачьих войск, а также шефом лейб-гвардии Московского, лейб-гвардии Финляндского, лейб-гвардии Варшавского и лейб-гвардии Атаманского полков. Его сёстры были шефами следующих армейских полков: 3-й гусарский Елисаветградский Его Императорского Высочества Великой Княжны Ольги Николаевны полк, 8-й уланский Вознесенский Великой княжны Татьяны Николаевны полк, 9-й драгунский Казанский Её Императорского Высочества Великой Княжны Марии Николаевны полк, Каспийский Её Императорского Высочества Великой Княжны Анастасии Николаевны полк. Мать императора Мария Фёдоровна состояла во главе Гвардейского флотского экипажа моряков, Чугуевского уланского и Псковского лейб-драгунского полков.
Почётные командиры — шефы полков получали привилегию носить мундир «подчинённого» им полка, причём изготавливались специальные мундиры для императриц и княжон.

### Советский Союз
19 октября 1919 года на общем собрании полка Красных Коммунаров особого назначения Западного фронта в почётные красноармейцы был избран В. И. Ленин. По приказу Реввоенсовета Республики его зачислили в бойцы 1-го отделения 1-го взвода 1-й роты 195-го стрелкового Ейского полка.
С 23 февраля 1922 года В. И. Ленин также являлся почётным курсантом 1-го пехотного батальона, а  15 сентября 1923 года его назначают почётным командиром школы имени ВЦИК (именно в ней он состоял на партийном учёте).

## Интересные факты
- В XX веке в Великобритании был 2-й драгунский полк (Королевские Шотландские Серые[англ.]) — 2nd Dragoons (Royal Scots Greys), где почётным командиром (гвардии полковником) значился император России Николай II.
- В Норвежской королевской гвардии почётным командиром и талисманом является королевский пингвин — Сэр (рыцарь) Нильс Улаф[7].